# Plaça d'Espanya
La Plaça d'Espanya (in spagnolo Plaza de España) di Barcellona è una delle piazze più significative della capitale catalana e fu costruita durante l'Esposizione Universale del 1929 su un progetto realizzato da Josep Puig i Cadafalch e Guillem Busquets ed eseguito da Antoni Darder.
La piazza si trova ai piedi del Montjuïc, all'incrocio tra la Gran Via de les Corts Catalanes, l'Avinguda del Paral·lel, Carrer de la Creu Coberta e Carrer de Tarragona.
Nel centro della piazza si trova la Font màgica progettata da Josep Maria Jujol nel 1928 in omaggio all'acqua. Ciascun gruppo scultoreo rappresenta infatti uno dei mari e degli oceani che bagnano le coste spagnole: il Mar Mediterraneo, insieme al fiume Ebro rappresentato come un giovane atletico circondato da giovani; l'Oceano Atlantico, insieme ai fiumi Tago e Guadalquivir rappresentati come due anziani con le loro rispettive corti di giovani; il Mar Cantabrico, insieme a un gruppo di adolescenti che simboleggiano i fiumi corti e rapidi del suo bacino idrografico.
Il simbolismo continua con le tre grandi colonne (che rappresentano la Religione, le Arti e l'Eroismo) e con le personificazioni agli angoli della Navigazione, della Salute Pubblica e dell'Abbondanza.

## Galleria d'immagini

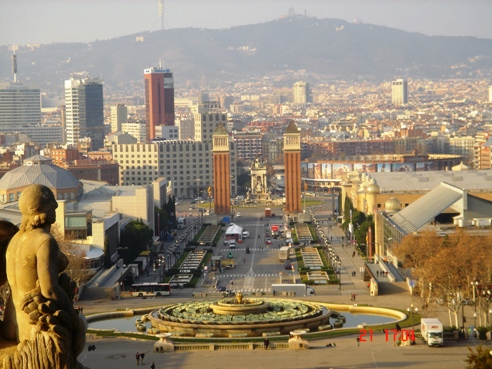
Plaça d'Espanya dal MNAC
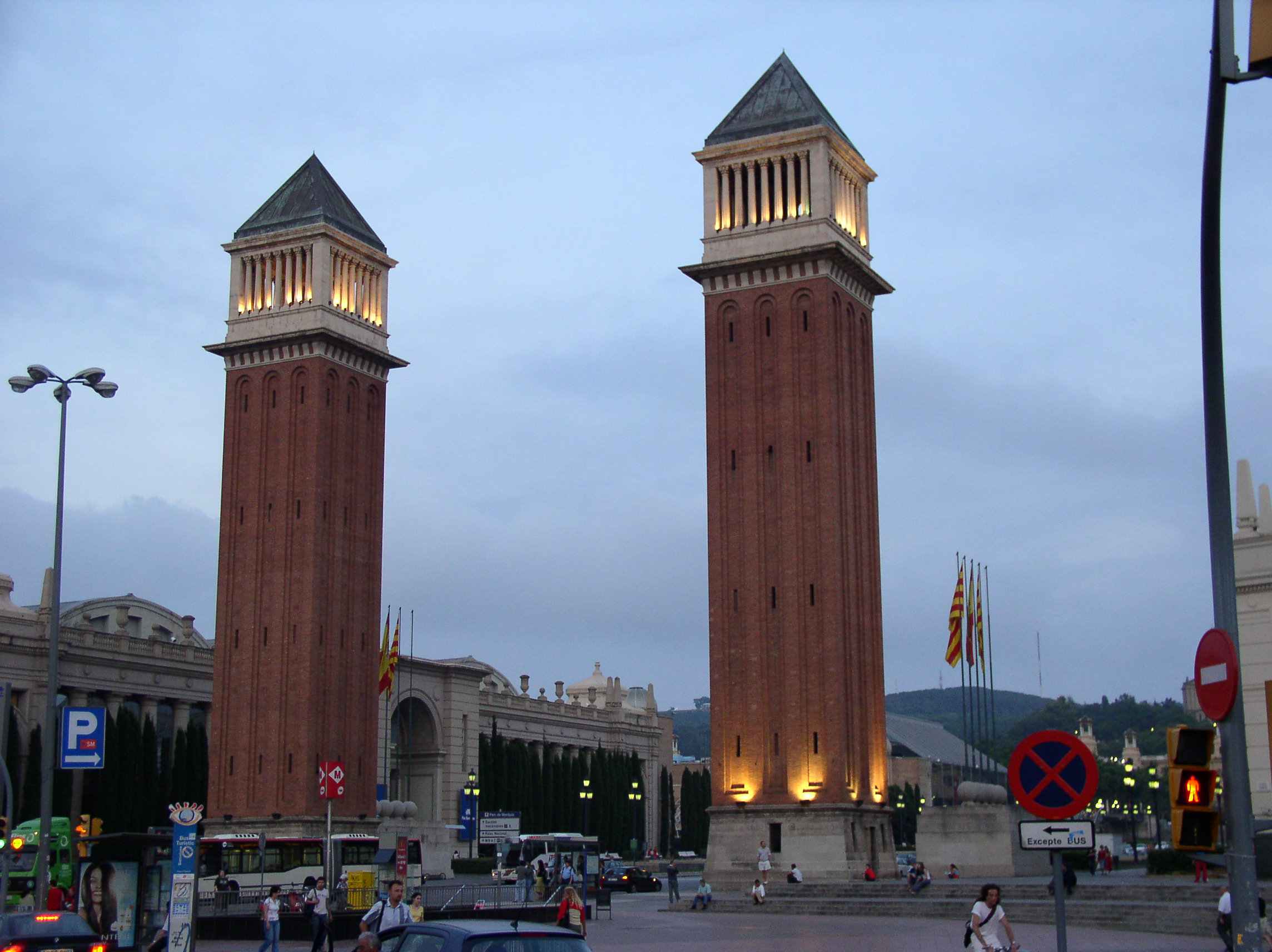
Le Torri Veneziane
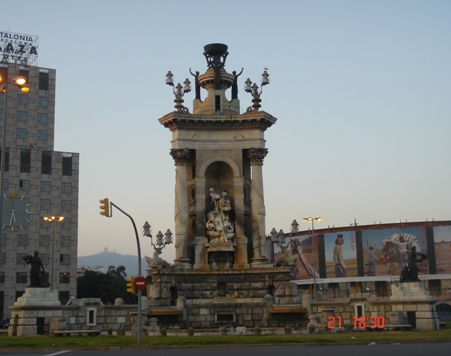
Il monumento al centro della Plaça